# Російсько-перська війна (1826—1828)

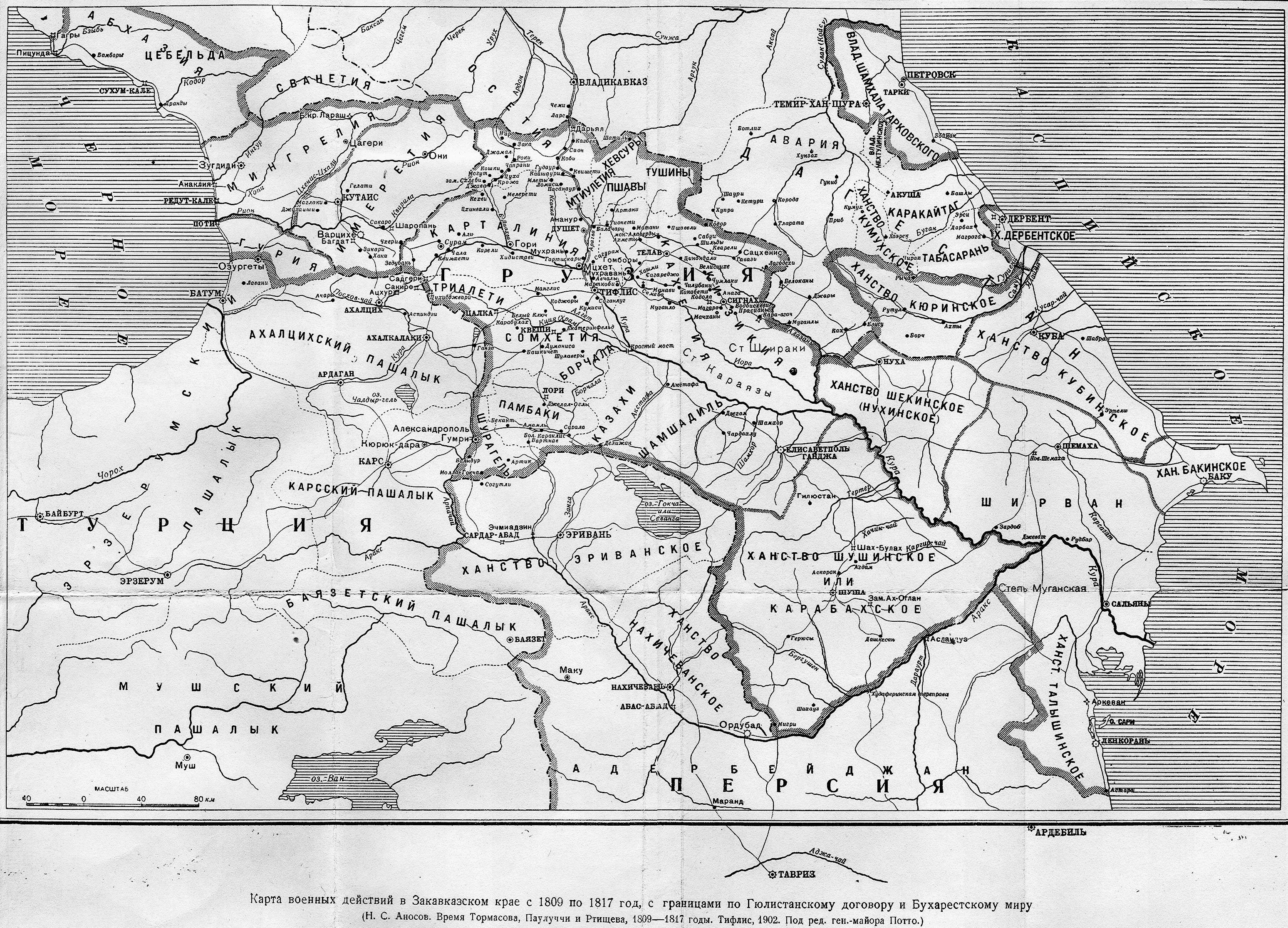
Карта Закавказзя відповідно до Ґюлістанського та Бухарестського мирних договорів

Російсько-перська війна 1826—1828 років — війна між Росією та Персією, в результаті якої Росія закріпилась в Закавказзі та приєднала Східну Вірменію.

## Передумови
Персія після поразки у попередній війні відмовлялась ратифікувати Ґюлістанський мирний договір та прагнула повернути втрачені території. У цьому її підтримувала Британія, яка намагалась не допустити посилення ролі Росії на Близькому та Середньому Сході. Вона також зобов'язувалась надавати фінансову та матеріальну допомогу Персії у випадку війни.
Повстання декабристів у грудні 1825 року в Петербурзі було сприйняте Персією як ознака послаблення Росії та як сприятлива нагода для початку воєнних дій.

## Хід війни

### 1826 рік
У липні 1826 року перська армія під командуванням Аббас-Мірзи (60 000 чоловік, 34 гармати) увійшла на територію Талишського та Карабаського ханств та розпочала наступ на Тифліс.
Тоді ж перси взяли в облогу Шушу. Гарнізон Шуші протягом 48 днів витримував облогу, що дало змогу росіянам зібрати сили та почати контрнаступ. 3 серпня загін під командуванням генерала В. Г. Мадатова біля села Шахмор (4 300 росіян, 2 000 нерегулярних кінних ополченців, 12 гармат) атакував та розбив авангард перського війська (10 000 чоловік, 4 гармати, 20 фальконетів). Це дало змогу зняти облогу з Шуші.
13 вересня головні сили перських військ під командуванням Аббас-Мірзи (35 000 чоловік, 25 гармат, 50 фальконетів) були розгромлені в битві під Єлисаветполем військами під командуванням генерала І. Ф. Паскевича (8 500 чоловік, 24 гармати) та відкинуті до річки Аракс.
Корпус генерала О. П. Єрмолова переніс бойові дій за межі Росії на території Ериванського та Нахічеванського ханств.

### 1827 рік
Незважаючи на бойові успіхи Єрмолова, Микола I підозрював його у зв'язках з декабристами та усунув від командування 27 березня 1827 року. На цій посаді його замінив генерал Паскевич.
У червні Паскевич розпочав похід на Єреван. 26 червня без бою була захоплена Нахічевань. У липні-серпні російські війська завдали низки поразок перській армії (Ошаканська битва та захоплення Аббас-Абада), змусивши її відступити в Персію.
13 жовтня, після тижневої облоги російська армія захопила Єреван, після чого вторгнулась у північно-західні перські провінції. 26 жовтня був захоплений Тебриз — друга столиця Персії.
Російські війська просувались у напрямку Тегерану, і через тиждень після падіння Тебризу Фетх Алі-шах запросив миру.

## Наслідки
Мирні переговори тривали 4 місяці. Зрештою Персія була змушена погодитись на умови Росії. 22 лютого 1828 року в містечку Туркманчай поблизу Тебриза був підписаний Туркманчайський мирний договір.
Відповідно до договору, до Росії відходили Ериванське та Нахічеванське ханства (Східна Вірменія). Персія зобов'язувалась виплатити контрибуцію у розмірі 20 млн рублів. Після виплати контрибуції Росія зобов'язувалась вивести війська з Іранського Азербайджану.
Підтверджувалось виняткове право Росії мати військовий флот на Каспійському морі.
Договір закріплював право перських вірмен на вільне переселення в Росію. Після підписання договору в Росію переселилось 135 тисяч вірмен.
Британський уряд, незадоволений посиленням Росії на Середньому Сході, намагався зірвати Туркманчайський договір, займаючись підкупом перських чиновників. У січні 1829 року був інспірований напад на російське посольство в Тегерані. Практично всі працівники посольства, в тому числі посол О. С. Грибоєдов, загинули. Проте Микола I, не бажаючи нової війни, задовольнився особистими вибаченнями шаха.